# Tychon (biskup Amathus)
Tychon – biskup Amathus na Cyprze. Według św. Jana Jałmużnika na biskupa wyświęcił go św. Epifaniusz z Salamis. Zwalczał wierzenia pogańskie, najbardziej kult Afrodyty. Martyrologium Rzymskie wspomina się go 16 czerwca.